# DJ Robin Clark
Robin Clark (rodno ime Tobias Hartmann,  Oldenburg, Njemačka,  6. travnja 1982.)  njemački je hardstyle DJ i producent. Ima potpisan ugovor sa "Steel Records" diskografskom kućom koju vodi njemačko-slovenski hardstyle DJ Sam Punk.

## Životopis
Tobias je u djetinjstvu počeo svirati glasovir i bubnjeve. 2001. je kupio svoje prve gramofone i 2002. je održao svoje prve veće nastupe. Od 2004. postaje dijelom interneta na internetskom radiju Techno4ever.net sa svojom emisijom Hardbeats. Nastupao je svaki četvrtak od 20:00 do 22:00 (UTC+1). Štoviše, on je voditelj projekta na Techno4everu od 2006. Godine 2004. počeo je producirati svoje prve pjesme. Njegova prva pjesma pojavila se 2005. pod nadimkom Bazzface, a 2006. je objavio pjesmu pod nadimkom Robin Clark. Zajedno sa Sam Punkom je objavio sampler Hardbeatz Vol. 9 zajedno s pjesmama s Tobiasovim ostalim nadimcima. Od 2009., Tobias zajedno sa Sam Punkom radi na pokretanju nove digitalne diskografske kuće Hardbeatz Digital Records.
Tobias se obrazovao za Bachelor of Arts Social Work (BA SA) na sveučilištu u Vechti (Hochschule Vechta) gdje je 2002. izučio za električara, no zbog različitih je razloga odustao od ovoga posla.

## Diskografija

### Pjesme
- 2006.: Robin Clark - No One Knows (The Phuture)
- 2007.: Robin Clark - F.T.T.O.
- 2010.: Robin Clark - Next Level EP
- 2010.: Robin Clark - Level 2 EP
- 2010.: Robin Clark & Sam Punk - I Like / Freeway
- 2010.: Robin Clark & Sam Punk - Save Us / CYB
- 2010.: Robin Clark - 2 Da Klub

### Remixevi
- 2005.: The Lyricalteaser - 2 Hardcore Eyes (Robin Clarks Hardclub Remix)
- 2005.: Wheels Of Steel - Chemical Overdose (Robin Clark Remix)
- 2005.: Sonic Ti - In My Head (Robin Clark Remix)
- 2006.: Sam Punk - Drugstore Cowboy (Robin Clark Remix)
- 2006.: Sam Punk - L.S.D. Jesus / El Commandante - El Commandante (Robin Clark Remix)
- 2007.: D-Style - Gone (Robin Clark Rmx)
- 2007.: Sam Punk And Weichei Pres. Kanakk Attakk - Marijuana (Robin Clarkz Jump Mix)
- 2007.: Stylez Meets Tonteufel - Third Strike (Robin Clarkz Bazz Mix)
- 2007.: Bazzpitchers - We Are One (Robin Clark Rmx)
- 2008.: Doom Jay Chrizz - Lost In Space (Robin Clark Rmx)
- 2009.: RobKay & Snooky - Carry On (Wayward Son) (Robin Clark Remix)
- 2010.: Sam Punk pres. Ricardo DJ - Badboy  (Robin Clark Remix)
- 2010.: Sam Punk pres. Ricardo DJ - Wanna Be On XTC (Robin Clark Remix)
- 2010.: Sam Punk pres. The Instructor - Set Me Free (Robin Clark Remix)
- 2010.: Sam Punk - Ketamine (Robin Clark Remix)

### Produkcije pod drugim nadimcima
- 2005.: Bazzface - Move It
- 2007.: Sam Punk - Hardbazz is Back (Produced by Robin Clark aka John Tox)

### DJ Mixevi
- 2007.: Hardbeatz Vol. 9 (Mixed by Robin Clark vs. Sam Punk & DJ Activator)

## Vanjske poveznice
- Službena stranica
- DJ Robin Clark diskografija